# Boku ga CD wo Dashitara
"Boku ga CD wo Dashitara" (僕がCDを出したら boku ga shīdī wo dashitara) é o primeiro mini-álbum da banda japonesa KANA-BOON. Lançado pela Hipland Music em 24 de abril de 2013.

## Visão geral
- As músicas "Clone" (クローン kurōn) e "Mitakunai Mono" (見たくないもの mitakunai mono) foram regravadas na parte A de uma edição limitada do terceiro álbum da banda, "Origin";
- O título do álbum e o design da capa foram propostos pelo membro Koga, ele disse (tradução livre): "E se, quando os nossos CDs fossem colocados na loja, formassem uma imagem que representasse isso (CDs sendo colocados em uma loja."[1]

## Músicas
- Todas as letras / todas as composições: Taniguchi Maguro

1. Naimono nedari (ないものねだり naimono nedari) [4:23]
Taniguichi disse sobre essa música: "Essa é a nossa arma "cativante" e é a primeira vez que fazemos uma música sobre os pontos de vista masculino e feminino".[2]
Há dois clipes dessa música, uma versão curta, de animação, e uma versão longa, feita por Santa Yamagishi e por Kishii Yukino. Na segunda versão, há uma cena de um cozinheiro fazendo Chahan em um restaurante chinês, por isso a música também é conhecida como "A música do Chahan".[3]
2. Clone (クローン kurōn) [5:15]
Arranjo musical do Single independente "Te mo Ashi mo Denai" (手も足も出ない te mo ashi mo denai). Taniguichi disse sobre essa música (tradução adaptada): "Eu sempre escrevo músicas sobre 'eu e você', ou então, sobre 'eu e alguém', mas essa é uma música sobre 'eu e eu mesmo'. Uma música do meu eu músico para o meu eu não músico".[2]
3. Strategy (ストラテジー sutoratejī) [4:05]
4. Mitakunai Mono (見たくないもの mitakunai mono) [3:41]
Arranjo musical do Single independente "Me wo Tojite" (目をとじて me wo tojite). Taniguchi disse sobre essa música: "Quando eu estava cantando em uma casa de shows, eu estava brincando no celular e conversando com meus amigos; eu queria transmitir esse sentimento aos olhos que estavam na minha frente"
5. Nemurenu Mori no Kimi no Tame (眠れぬ森の君のため nemurenu mori no kimi no tame) [4:34]
O título do álbum foi retirado da letra dessa música
6. Sakura no Uta (さくらのうた sakura no uta) [4:38]
Esta música foi produzida às pressas, no estúdio, antes da gravação. Taniguchi disse que nunca havia escrito uma música sobre sakuras e que por isso, era uma letra nova.[2]